# Ágyúnaszád

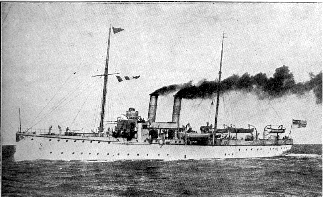
Az SMS Panther ágyúnaszád, amely a második marokkói válság idején vált ismertté

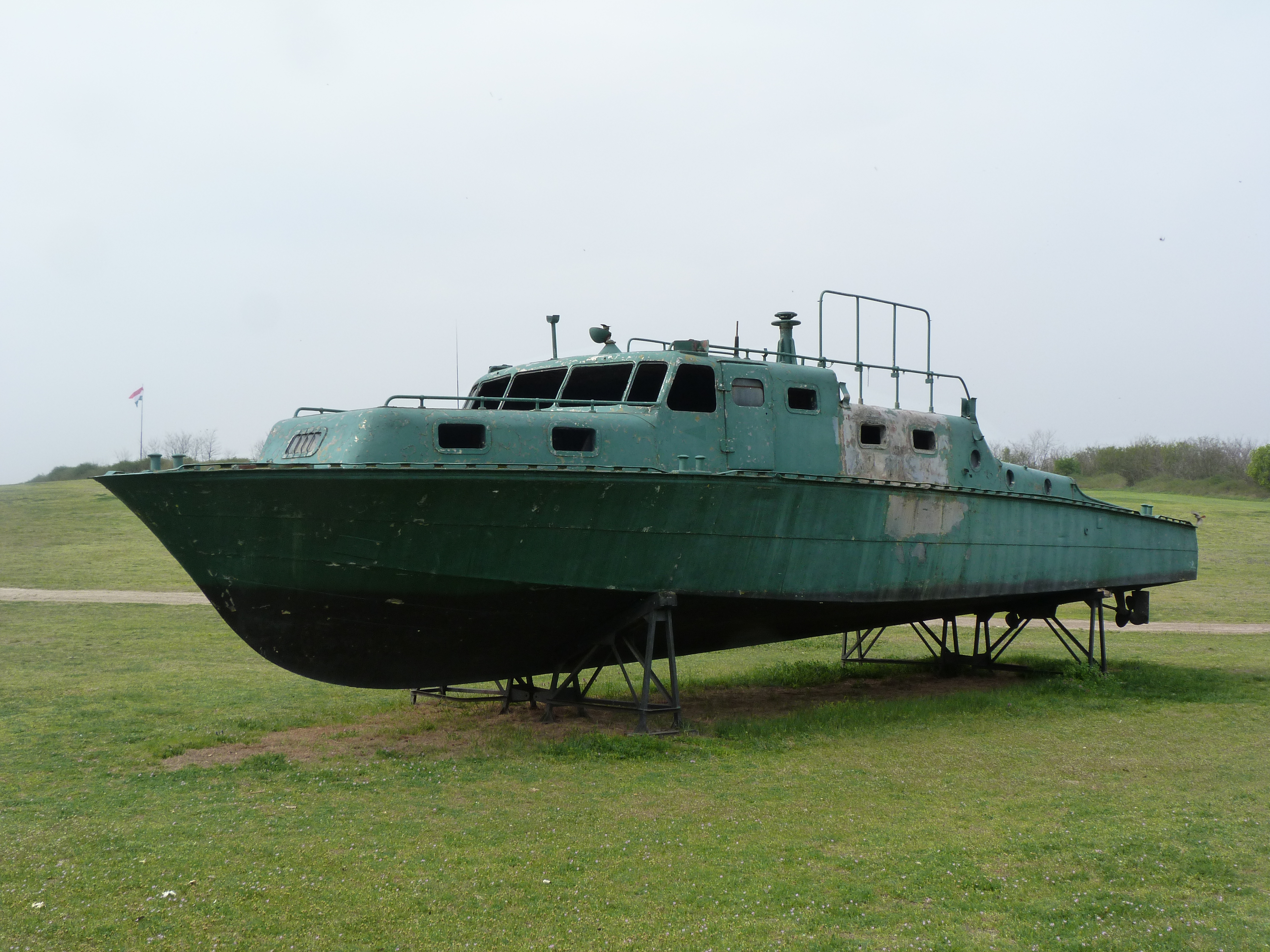
A Magyar Néphadsereg AN 2 típusú folyami aknásznaszádja

Az ágyúnaszád (németül: Kanonenboot, angolul: gunboat, olaszul cannoniera) kisebb méretű és csekély merülésű tüzérségi hadihajó, elsősorban partközeli műveletekre. Sokáig tengereken és édesvizeken is használták; mára csak édesvíziek maradtak.

## Kialakulása
Őseit partvédelmi céllal építették. Ezeken a kis rendszerint páncélozatlan hajókon csak egy-egy, de nagy űrméretű ágyút helyeztek el. Legnagyobb előnyük az volt, hogy bárhol gyorsan és olcsón meg tudták építeni őket.
Hogy hosszabb tengeri utakra és támadó műveletekre alkalmassá tegyék őket, a hajótestet és az árbócozatot is megnagyobbították. Egyes változatai páncélzatot is kaptak; ezek lettek az úgynevezett páncélos naszádok, illetve folyami páncélos naszádok. Ezek fő fegyvere továbbra is egy-egy nehéz ágyú maradt, amit jellemezően előfedélzeten, vastag homlokpáncél mögött helyeztek el. Harcképességük fokozására a páncélos naszádok gyakran sarkantyút is kaptak; a páncél további vastagításával és újabb ágyúk felszerelésével ezekből fejlődtek ki a cirkálók (avagy páncél-koshajók).
A gőzhajtásra áttérve kitűnt, hogy e hajók csekély merülése miatt a gépezetet és kazánt nem lehetett eléggé a víz alá süllyeszteni, és ezeket egy külön, domború, úgynevezett páncél-fedélzettel védték az ágyúgolyók romboló hatásától. A páncél-fedélzet széle a hajóoldal falazata közel 1,4 m-rel a vízszint alá nyúlt, közepe mintegy 0,25 m-el a fölé emelkedett, így védte a gépezetet és kazánokat. A menetgyorsaság fokozására egyre erősebb hajtóművet kaptak. A torpedók feltalálása után az oldalpáncélzat szerepe újra csökkent, helyette a hajókat inkább vetőcsövekkel szerelték fel — ezek lettek a torpedó-koshajók.
A torpedó-koshajók legnépszerűbb típusát a svéd Fredrik Henrik af Chapman tervezte; hajójának két változatából összesen több mint 200-at gyártottak: a bárkaszerű ágyúnaszád legénysége 76 fő volt, orrán és tatján egy 18 vagy 24 fontos golyót kilövő ágyúval. A kisebb, uszályhoz hasonló ágyúnaszád legénysége 24 fő volt, ágyújához 24 fontos golyókat használtak.
A második világháború után a rakétatechnika fejlődése ezt a hajótípust végképp korszerűtlenné tette; a 20. század végén már csak folyami flottillákban fordult elő.

## Harcászati alkalmazása
A partvédelem mellett már korán a parti célok közvetlen támadására, illetve a parti–partközeli műveletek tűztámogatására is alkalmassá tették. A csendes és sekély vizekben jól irányíthatónak bizonyult tűzerejéhez képes kis célponttal. Páncélozatlansága azonban rendkívül sebezhetővé tette, elsüllyesztéséhez akár egyetlen találat is elég lehetett. Mélyebb vízben csak korlátozottan lehetett használni, viharos időben pedig egyáltalán nem.
A nagyobb hadihajókkal nem vehette fel a harcot, kísérő vagy biztosító hajónak azonban megfelelt.

## Tulajdonságai
Fejlődésének végén, a 20. század közepén egy ágyúnaszád hozzávetőleges jellemzői az alábbiak voltak:
- menetsebesség 20–30 km/h;
- fegyverzete:
  - ágyú 2–6 db,
  - légvédelmi ágyú 4–6 db,
  - géppuska 4–6 db.